# Passo Miette
Il Passo Miette (1970 m) è un passo non automobilistico che collega la conca di Tornetti di Viù con Lemie in Piemonte, di interesse escursionistico e scialpinistico, anche invernale.

## Caratteristiche
Sul pendio di Tornetti sono presenti i ruderi della vecchia sciovia e del vecchio albergo chiamato localmente “l'Ecomostro”. Sul passo è presente la vecchia stazione di arrivo.

## Orografia
Secondo la classificazione orografica SOIUSA il colle è nelle Alpi Graie, Sottosezione Alpi di Lanzo e dell'Alta Moriana, Supergruppo Catena Arnas-Ciamarella, Gruppo Autaret-Ovarda, Cresta Ciorneva-Montù-Marmottere (Cod. SOIUSA I/B-7.I-B.4.c).
Nei pressi del colle sorgono le montagne Monte Ciarm e Testa Pelà a est, Rocca Colombano a ovest e cima Montù a nord-ovest.
Altri valichi vicini sono Passo Vailet a nord-ovest e Colle Toino a est.

## Itinerari
Sul versante di Viù, una strada carrozzabile sale fino a Tornetti, da dove si può accedere al passo a piedi per pendii o per sentiero, quando visibile, che parte dall'“Ecomostro” e segue approssimativamente il vecchio impianto a fune. Un'altra possibilità è da Balma di Viù o da Pessinea salendo al Colle Toino e da lì per cresta fino al passo. Dal versante di Lemie l'accesso è possibile salendo al Colle Toino. L'accesso dalla zona di Villaretti di Lemie è invece senza traccia.
Sullo spartiacque è presente il panoramico sentiero 129B che si congiunge al Passo Veilet con i sentieri 129, 129A e 130.